# Joker’s Daughter
Joker's Daughter — совместный музыкальный проект греко-английской певицы, композитора и мультиинструменталиста Хелены Костас (Helena Costas) и хип-хоп продюсера и DJ Брайана Дж. Бёртона (Brian J. Burton), более известного под псевдонимом Danger Mouse.

## История
Хелена Костас, по происхождению – гречанка-киприотка, родилась в Лондоне. С 7 до 13 лет она училась играть на виолончели, позже освоила гитару и синтезатор. Помимо этого Хелена интересовалась игрой на традиционных музыкальных инструментах, таких как бузуки и окарина. Постепенно она поняла, что музыка – это её призвание. Она писала песни, изучала продюсирование и принимала участие в концертах по всему Лондону.
В 2003 году один из друзей Danger Mouse порекомендовал продюсеру послушать записи молодой певицы. Danger Mouse пригласил Хелену в Лос-Анджелес, где они записали несколько совместных треков без прицела на дальнейшее сотрудничество. Однако, по возвращении домой, Хелена продолжила присылать продюсеру свои демо.
Для работы над альбомом Gorillaz Danger Mouse приехал в Лондон, где имел возможность встречаться с Хеленой в свободное время и записывать новые совместные треки. Совместный проект получил название «Joker’s Daughter». По словам Хелены, выбранная в качестве названия и символа проекта Дочь Джокера – непредсказуемый персонаж, который обладает способностью обращать серьёзные вещи в шутку.
Работа в подобном режиме продолжалась ещё несколько лет, музыканты записывали новые треки и перезаписывали старые, пока не набралось достаточно материала для выпуска альбома.
В 2009 году появился первый их альбом The Last Laugh, записанный на Team Love Records. В записи альбома принимали участие такие музыканты, как Джош Клингхоффер (гитарист Red Hot Chili Peppers) и Скотт Спилейн (духовые инструменты, участник indie-групп Neutral Milk Hotel и The Gebrils).
Альбом получил положительные рецензии в прессе. Главное впечатление произвела сказочная атмосфера альбома, а также неожиданное и гармоничное сотрудничество столь разных по стилистике музыкантов.
Paul Lester, «Q»: 
«Сотрудничество между британской певицей и композитором Хеленой Костас и американским хип-хоп продюсером Danger Mouse в проекте Joker’s Daughter может показаться невероятным, но его результат вышел неожиданно хорошим. Благодаря сочетанию её мистического, хрупкого вокала с его тонкими, замысловатыми аранжировками, The Last Laugh звучит как старый фолковый альбом, записанный на современный лад».

Sid Smith, BBC: 
«Учитывая работу в проекте талантливого продюсера Danger Mouse, владеющего «даром Мидаса», следовало бы ожидать, что малоизвестная Костас просто потеряется в его тени. Тем не менее, получилась настоящая совместная работа, необычная и атмосферная. Её лирика полна безумного магического реализма, с феями, гоблинами,  мрачными людьми в капюшонах и ходящими деревьями, все песни проникнуты неземным и фантастическим ощущением».
3 октября 2011 года музыканты выпустили сингл Mind of Gold, включавший в себя, помимо заглавной песни, треки «Handful of Nothing» и кавер Iron Maiden «Infinite Dreams».
7 ноября 2011 года вышел второй альбом проекта May Cause Side Effects. На нём Joker’s Daughter предстали уже в формате полноценной группы. В записи альбома, помимо Хелены, приняли участие Марк Робсон (гитара, вокал, семплинг) и Стив Роджерс (бас). Стив выступил так же в качестве дизайнера обложки альбома.

## Стиль
Своё творчество Хелена описывает следующим образом: «Это фолк-поп из странного, затерянного мира». Основная тематика песен - греческие и средневековые мифы и легенды.

## Состав
- Хелена Костас (Helena Costas) - тексты, музыка, вокал, акустическая гитара, бузуки, окарина
- Danger Mouse - музыка, семплинг, аранжировки

## Дискография
Студийные альбомы:
- The Last Laugh (2009)
- May Cause Side Effects (2011)

Синглы:
- Mind of Gold (2011)